# مات الكسندر
مات الكسندر (بالإنجليزية: Matt Alexander)‏ هو لاعب كرة قاعدة أمريكي، ولد في 30 يناير 1947 في شريفبورت في الولايات المتحدة.

## وصلات خارجية
- مات الكسندر على موقعبيزبول رفرنس.كوم (الدوري الرئيسي) (الإنجليزية)
- مات الكسندر على موقعبيزبول رفرنس.كوم (الدوري الثانوي) (الإنجليزية)
- مات الكسندر على موقع جمعية أبحاث البيسبول الأمريكية (الإنجليزية)
- مات الكسندر على موقع مشجعي الرسوم البيانية (الإنجليزية)